# 南开大学-牛津大学联合研究院
南开大学-牛津大学联合研究院，研究方向聚焦于医学生物学及前沿交叉学科领域重大科学问题，是南开大学“4211卓越南开行动计划”中第二个建立的国际联合研究中心，也是牛津大学与中国高校联合建立的首个海外研究机构。南开大学-牛津大学联合研究院于2019年10月17日南开大学建校100周年纪念日正式成立，由南开大学校长曹雪涛和牛津大学医学科学部部长盖文斯克雷顿共同揭牌。同时，南开大学与深圳市福田区签署协议共建“南开大学—牛津大学联合研究院（深圳）”。

## 捐赠
2019年10月12日，泰禾集团控股股东泰禾投资集团向南开大学捐赠一亿元人民币，用于支持南开大学国际化建设，主要用于建设南开大学-牛津大学国际联合研究院项目。